# Estação Miguel Grau
A Estação Miguel Grau é uma das estações do Metrô de Lima, situada em Lima, entre a Estação Gamarra e a Estação El Ángel. Administrada pela GyM y Ferrovías S.A., faz parte da Linha 1.
Foi inaugurada em 11 de julho de 2011. Localiza-se no cruzamento da Avenida Grau com a Avenida Nicolás Ayllón. Atende o distrito de Cercado de Lima.